# سبک (فیلم ۲۰۰۶)
«سبک» (انگلیسی: Style) یک فیلم است که در سال ۲۰۰۶ منتشر شد.